# Paramedical Intervention Team
 (juillet 2015).
Si vous disposez d'ouvrages ou d'articles de référence ou si vous connaissez des sites web de qualité traitant du thème abordé ici, merci de compléter l'article en donnant les références utiles à sa vérifiabilité et en les liant à la section « Notes et références ».
Le service PIT (pour Paramedical Intervention Team) est l'un des vecteurs de l'aide médicale urgente en Belgique. Il se veut l'intermédiaire entre l'ambulance urgente et le SMUR. L'équipe se déplace dans une ambulance.

## Histoire
Le PIT a été créé en 2007 par le SPF Santé publique. Il a débuté par une phase de test avec une série projets pilote sélectionnés par le Ministère. Il est reconnu comme vecteur à part entière de l'aide médicale urgente depuis le 1er janvier 2023.
Bien qu’à la fois les métiers d'infirmier et de secouriste-ambulancier sont considérés comme paramédicaux, certains professionnels de la santé critiquent l'emploi de la dénomination Paramedical Intervention Team, souhaitant faire reconnaître les professionnels en question comme étant pleinement intégrés aux services médicaux. En janvier 2014, le Conseil national des établissements hospitaliers propose un « compromis » sur la dénomination de ces unités d'intervention, conservant leur abréviation PIT mais modifiant la signification de celle-ci en la suivante : Prehospital Intervention Team, ou « équipe d'intervention préhospitalière ».

## Composition d'un PIT
L'équipe du PIT se compose d'au moins un ambulancier agréé AMU et d'un infirmier SISU (pour Soins Intensifs et Soins d'Urgences) (ce qui signifie que ce dernier a fait une année de spécialisation dite « SIAMU » (pour Soins intensifs et Aide médicale urgente qui est une 5e année des études d'infirmier en Belgique). Une liaison avec un médecin référent est possible en permanence.
L'équipe du PIT suit un cahier d'ordre permanent (OP) reprenant une série de pathologies avec une prise en charge initiale.

## Organisation
La décision d'envoi d'un PIT ou d'un SMUR est définie par le manuel belge de régulation médicale qui est l'outil de référence des centrales d'urgence 112.

## Avantages
Le principal avantage est de soulager le médecin urgentiste en envoyant un PIT à la place du SMUR pour des prises en charge intermédiaires. Citons comme exemple un patient stable mais nécessitant l'administration d'antalgiques pour le déplacer.
L 
Cela permet d'avoir la présence d'un PIT dans des zones éloignés des « gros » hôpitaux et donc des SMUR. Le temps d'intervention est donc réduit et le PIT peut assurer rapidement une prise en charge médicale d'un patient grave en attendant, le cas échéant, l'arrivée d'un SMUR.

## Désavantages
Le PIT reste un moyen intermédiaire entre l'ambulance et le SMUR, l'absence de médecin limite les actes techniques et invasifs médicaux qui peuvent être réalisés par un PIT. 
Même si les infirmiers disposent de la possibilité de réaliser de manière autonome certains actes grâce à des ordres permanents (intubations sur réanimation, administration de certains médicaments, antalgies, etc.), la présence d'un médecin reste nécessaire dans certains cas afin de pouvoir exécuter d'autres actes médicaux ou de poser un diagnostic plus complet.
Le SMUR sera donc toujours nécessaire pour certaines prises en charge dépassant les compétences du PIT.

## Liste des PIT en Belgique
Voici une liste non exhaustive des PIT de Belgique par province:

### Province d'Anvers
- Anvers 1 : au départ du ZNA Cadix en collaboration avec Vyvex
- Anvers 2 : au départ du GZA Sint Vincentius en collaboration avec Ambuce rescue team
- Anvers 3 : au départ du ZNA Middelheim en collaboration avec Vyvex. Garde alternée avec GZA Sint Augustinus
- Anvers 3 : au départ du GZA Sint Augustinus en collaboration avec Vyvex. Garde alternée avec ZNA Middelheim
- Anvers 4 : au départ du AZ Monica Deurne en collaboration avec Vyvex
- Bonheiden : au départ du Imeldaziekenhuis
- Bornem : au départ du AZ Rivierenland en collaboration avec la zone de secours
- Brasschaat : au départ du AZ Klina
- Edegem : au départ du Universitair Ziekenhuis en collaboration avec Ambuce rescue team
- Essen : au départ du Zorgpunt Grens. Personnel du AZ Klina
- Lierre : au départ du Heilige Hart Ziekenhuis en collaboration avec la Croix-Rouge
- Malines : au départ du AZ Sint Maarten en collaboration avec Ambuce rescue team
- Mol : au départ du Heilige Hart Ziekenhuis en collaboration avec la zone de secours
- Rumst : au départ du AZ Heilige Familie en collaboration avec Vyvex

### Province du Brabant flamand
- Asse : au départ du Onze Lieve Vrouw Ziekenhuis en collaboration avec la zone de secours
- Louvain 1 : au départ de l'Universitair Ziekenhuis
- Louvain 2 : au départ de l'Universitair Ziekenhuis en collaboration avec la zone de secours. Garde 6-22
- Louvain 4 : au départ du Onze Lieve Vrouw Ziekenhuis en collaboration avec la Vlaamse Kruis

### Région de Bruxelles-Capitale
- Anderlecht : au départ de la Clinique Sainte Anne–Saint-Rémy (CHIREC) en collaboration avec la Croix-Rouge de Belgique ; en garde alternée avec l'hôpital Joseph Bracops (IRIS Sud).
- Anderlecht : au départ de l'hôpital Joseph Bracops (IRIS sud) en collaboration avec la Croix-Rouge de Belgique. Garde alternée avec l'hôpital Sainte Anne-Saint Rémy (CHIREC)
- Bruxelles : au départ de l'Hôpital Saint-Pierre en collaboration avec le SIAMU
- Etterbeek : au départ des Cliniques de l'Europe en collaboration avec le SIAMU et la Croix-Rouge de Belgique
- Ixelles : au départ de l'hôpital Etterbeek-Ixelles (IRIS Sud) organisé avec la Croix-Rouge de Belgique
- Jette : au départ de l'AZ VUB en collaboration avec le SIAMU

### Province de Flandre-Occidentale
- Blankenberge : au départ de l'AZ Zeno en collaboration avec la zone de secours
- Bruges 1 : au départ de l'AZ Sint Jan en collaboration avec First care
- Bruges 2 : au départ de l'AZ Sint Lucas en collaboration avec Meducation@work
- Dixmude : au départ du centre médical. Personnel du Jan Yperman Ziekenhuis et de la zone de secours
- Izegem : au départ de la Sint Jozefskliniek
- Furnes : au départ du AZ West
- Menin : au départ du AZ Delta en collaboration avec la zone de secours
- Oostende : au départ du AZ Oostende en collaboration avec First care
- Ronse (Rumbeke) : au départ du AZ Delta en collaboration avec la zone de secours
- Tielt : au départ du Sint Andries Ziekenhuis en collaboration avec la Croix-Rouge
- Waregem : au départ du Onze Lieve Vrouw van Lourdes Ziekenhuis
- Ypres : au départ du Jan Yperman Ziekenhuis

### Province de Flandre-Orientale
- Alost : au départ du Algemeen Stedelijk Ziekenhuis en collaboration avec la zone de secours. Garde alternée avec Onze Lieve Vrouw Ziekenhuis
- Alost : au départ du Onze Lieve Vrouw Ziekenhuis en collaboration avec la zone de secours. Garde alternée avec Algemeen Stedelijk Ziekenhuis
- Beveren : au départ du poste de secours en collaboration avec VITAZ Ziekenhuis
- Beveren (Kallo) : au départ du poste du SIWHA
- Deinze : au départ du Sint Vincentius Ziekenhuis en collaboration avec la zone de secours
- Gand  : au départ du AZ Maria Middelares en collaboration avec la zone de secours. Garde nocturne
- Gand 2 : au départ du AZ Jan Palfijn en collaboration avec la zone de secours. Garde alternée avec AZ Sint Lucas
- Gand 2 : au départ du AZ Sint Lucas en collaboration avec la zone de secours. Garde alternée avec AZ Palfijn
- Gand 3 : au départ du Universitair Ziekenhuis
- Lokeren : au départ du VITAZ Ziekenhuis
- Merelbeke (Lemberge) : au départ du Zorgband Leie en Schelde. Personnel du AZ Maria Middelares et de la zone de secours. Garde diurne
- Saint Nicolas : au départ du VITAZ Ziekenhuis en collaboration avec la zone de secours. Garde diurne

### Province de Hainaut
- Charleroi 1 (Gilly) : au départ du Grand Hôpital de Charleroi en collaboration avec le SAPG
- Charleroi  4 : au départ de la Polyclinique du Mambourg. Personnel du réseau hospitalier Humani
- Chimay : au départ du Centre de Santé des Fagnes
- Mons : au départ du poste de la zone de secours Hainaut centre de Mons (Pompiers) en collaboration avec le Centre Hospitalier Universitaire Ambroise Paré
- Tournai : au départ du Centre Hospitalier Wallonie Picarde en collaboration avec la croix rouge

### Province de Liège
- Herstal : au départ de la Clinique André Renard
- Liège : au départ du Centre hospitalier régional de la Citadelle
- Angleur : au départ du CHU de Liège (Sart-Tilman)
- Malmédy : au départ de la Clinique Reine Astrid
- Verviers : au départ du Centre hospitalier régional de Verviers, en collaboration avec la zone de secours VHP

### Province de Limbourg
- Genk : au départ du Ziekenhuis Oost Limburg
- Hasselt : au départ du Jessa ziekenhuis
- Pelt : au départ du Noorderhart Ziekenhuis en collaboration avec la zone de secours Noord Limburg
- Sint Truiden : au départ du Sint Trudo Ziekenhuis en collaboration avec la zone de secours Zuid-West Limburg
- Tessenderlo : au départ du poste de secours de la zone de secours Zuid-West Limburg

### Province de Luxembourg
- Bouillon : au départ du poste de secours, organisé par VIVALIA (infirmier) et la Croix-Rouge
- Libramont : au départ du Centre hospitalier des Ardennes, organisé avec la Croix-Rouge
- Virton (Saint-Mard) : au départ de la Clinique Edmond Jacques, organisé avec la Croix-Rouge

### Province de Namur
- Mettet : au départ du poste de secours de Mettet avec du personnel de la zone de secours Val de Sambre (Début au 01/01/2024)

Il s'agit du premier PIT affrété uniquement avec du personnel appartenant à une zone de secours (infirmiers SISU et ambulanciers appartenant à la zone Val de Sambre),
Alors qu'en général il s'agit d'une collaboration entre un hôpital (fournissant l'infirmier) et un service de secours (fournissant l'ambulancier).
- Namur : au départ du Centre hospitalier régional de Namur en collaboration avec la zone de secours NAGE